# Giuseppina Ronzi De Begnis

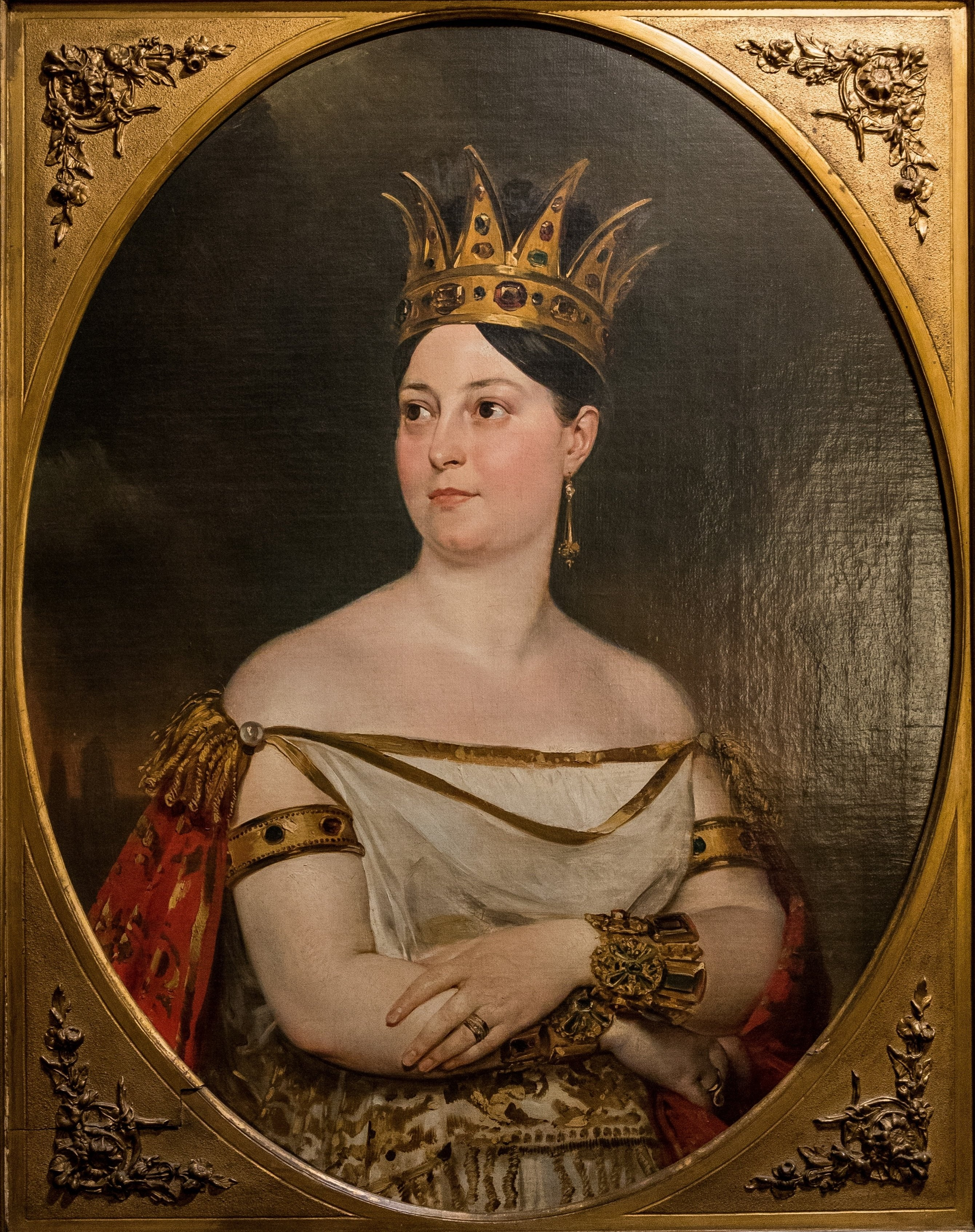
Retrato de Giuseppina Ronzi De Begnis por Karl Briullov

Giuseppina Ronzi de Begnis (*11 de enero de 1800, Milán -7 de junio de 1853, Florencia) fue una famosa soprano italiana de su era particularmente asociada a papeles de Donizetti. Junto a María Malibrán, Giuditta Pasta y Giulia Grisi una de las grandes Prima donna del bel canto.
Nacida Giuseppina Ronzi, estudio con Pierre Garat debutando en Bolonia en 1816.
Cantó en Génova, Florencia, Bergamo, Paris y Londres donde fue aclamada en La donna del lago en el King's Theatre.
Regreso a Italia en 1825, al Teatro San Carlo de Nápoles. En 1834 cantó sus primeras Norma y Anna Bolena.
Fue considerada la mejor Donna Anna de -Don Giovanni de Mozart- después de Henriette Sontag, y la mejor Norma de Bellini después Giuditta Pasta.
Estrenó cinco papeles de Donizetti: Fausta, Sancia di Castiglia, Maria Stuarda, Gemma di Vergy, y Elizabeth I of England en Roberto Devereux.
Casada con el bajo Giuseppe de Begnis (1793-1849), se había retirado de escena en 1845 y murió a los 53 años.